# Vilborg Davíðsdóttir
Vilborg Davíðsdóttir (n. 3 de septiembre de 1965 en þingeyri) escritora y periodista islandesa. Sus novelas Við Urðarbrunn (1993) y Normadómur (1994) se ambientan en la época vikinga y están influidas por las sagas islandesas.

## Obra
- Hrafninn - kilja (2006)
- Hrafninn (2005)
- Felustaðurinn (2002)
- Galdur - kilja (2002)
- Korku saga - kilja (2001)
- Korku saga - Við Urðarbrunn og Nornadómur (2001)
- Galdur (2000)
- Eldfórnin (1997) (El sacrificio)
- Normadómur (1994) (El juicio de las brujas)
- Við Urðarbrunn (1993) (El pozo de los destinos)